# اچ‌ام‌اس دیانا (۱۷۵۷)
اچ‌ام‌اس دیانا (۱۷۵۷) (به انگلیسی: HMS Diana (1757)) یک کشتی بود که طول آن ۱۲۴ فوت ۶ اینچ (۳۷٫۹۵ متر) بود. این کشتی در سال ۱۷۵۷ ساخته شد.